# ابررسانایی نوع ۲

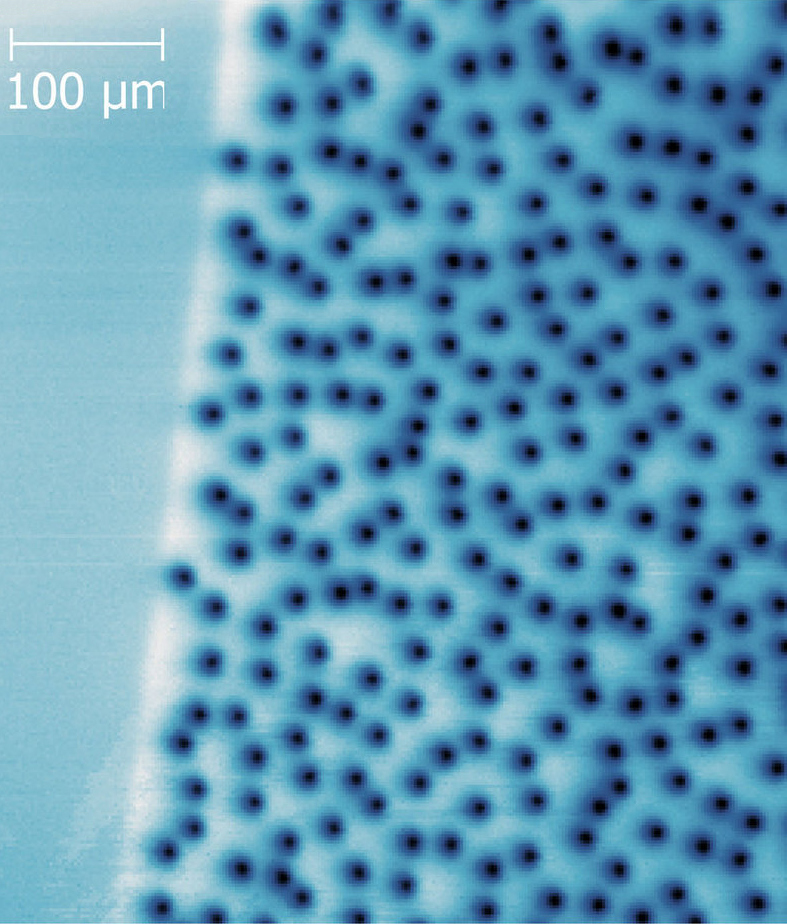
گرداب‌های کوانتومی در یک‌فیلم‌تصویر YBCO با ضخامت ۲۰۰ نانومتر که با اسکن میکروسکوپ SQUID تصویربرداری‌شده است.

در ابررسانایی، ابررسانای نوع ۲ ابررسانایی است که در فاز میانی مخلوطی از خواص معمولی و ابررسانایی در دمای متوسط و میدان‌های بالاتر از فازهای ابررسانا از خود نشان می‌دهد. همچنین دارای شکل گیری گرداب‌های میدان مغناطیسی در اثر اعمال میدان مغناطیسی خارجی است. این پدیده بالاتر از میدان بحرانی خاص "Hc1" رخ می‌دهد. چگالی گرداب با افزایش قدرت میدان افزایش می‌یابد. در میدان بحرانی بالاتر "Hc2"، این ابررسانایی از بین می‌رود. ابررساناهای نوع دوم اثر مایسنر کاملی از خود نشان نمی‌دهند.